# Kreuzwendedich
Kreuzwendedich ist ein männlicher Vorname, der vor allem Kindern gegeben wurde, deren ältere Geschwister zuvor verstorben waren. Er ist nicht sehr häufig  und heute eher ungebräuchlich.
In Holland ist bei den Familien von dem Borne der Vorname Kreuzwendedich Teil des Familiennamens geworden, dabei wurde Kreuzwendedich in Kreutzwendedich (mit einem zusätzlichen t) transformiert.

## Bekannte Namensträger
- Friedrich Julius Franz Alexander Kreuzwendedich von Koethen (1815–1899), preußischer Generalmajor
- Max Paul Gustav Kreuzwendedich von dem Borne (1826–1894), deutscher Fischzüchter
- Georg Kreuzwendedich Freiherr von Rheinbaben (1855–1921), preußischer Politiker
- Kurt Gotthilf Kreuzwendedich von dem Borne (1857–1933), deutscher Offizier
- Rochus Albrecht Kreuzwendedich von Rheinbaben (1893–1937), deutscher Diplomat, politischer Aktivist und Schriftsteller
- Hans-Adolf Ernst Eduard Friedrich Max Kreuzwendedich von Blumröder (1904–1992), deutscher Brigadegeneral
- Gerhard Kreuzwendedich Todenhöfer (1913–1973), deutscher Industrieller und Funktionär im Nationalsozialismus